# Прентан, Леон
Леон Прентан (фр. Léon Printemps; 26 мая 1871 года, Париж, Франция — 9 июля 1945 года, там же) — французский художник, мастер портрета и пейзажа.

## Биография
Леон Прентан родился в Париже в семье выходцев из французского города Лилля. С ранних лет его тянуло к живописи.
Его дядя, скульптор Жюль Прентан, ученик Франсуа Жуффруа из школы изящных искусств Эколь насьональ, подготовил Леона для вступительных экзаменов в свою школу. В 1892 году его приняли учиться в мастерскую Гюстава Моро. Прентан регулярно посещал школу до тех пор, пока Моро не скончался в 1898 году.
В своём раннем творчестве Прентан был близок к символистскому движению в живописи, экспериментировал с поэтическими и мифологическими образами, с чувственностью женского ню.
Его живопись сравнивают с творчеством таких художников, как Руо, Матисс, Эвенепул, Альбер Марке, Эдгар Максанс и Шарль Мильсандо (Charles Milcendeau).

## Творчество

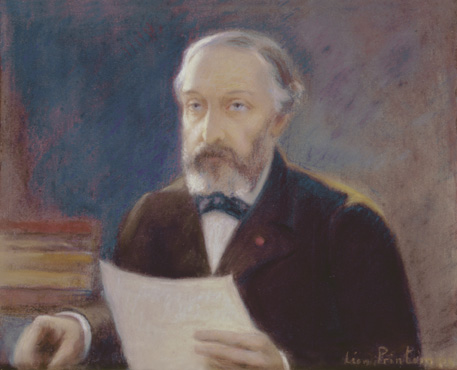
Леон Прентан. Сюлли-Прюдом. 1902, пастель, 36x45cm

### Художник-портретист
Леон Прентан был широкоизвестен как портретист. Он рисовал портреты таких видных деятелей, как Сюлли-Прюдом — первый лауреат Нобелевской премии по литературе, принц и принцесса Вальдек, мистер и миссис Commettant, князь Юсупов — убийца Распутина.
В 1903 году Прентан женился и часто писал свою семью в духе интимизма, особенно дочь Люсиль, которая умерла в возрасте 6 лет. Также он рисовал сына Рене.

### Пейзажист
Леон Прентан большую часть своей творческой жизни писал пейзажи. В частности, его привлекали пляжи Нормандии, виды которых были весьма модны в изобразительном искусстве того времени. После Первой Мировой войны он начал работать в Бретани и на Вандейском побережье (острова Нуармутье и Йе), где рисовал пейзажи, портреты рыбаков и жён фермеров.
Привлекательность работ фламандских и голландских мастеров, которые Прентан видел в Лувре, неоднократно вдохновляла его на поездки в Бельгию и Нидерланды с целью лучше понять искусство великих фламандских и голландских мастеров. Несколько картин, которые стали результатом его первых визитов в Бельгию, были представлены на Салоне французских художников 1898 и 1905 годов, салоне искусств РТТ (1905) и на региональных выставках в Лилле (1898) и Нанте (1906).
В 1894 году Леон Прентан ездил в Бельгию, по-видимому, в компании учеников Гюстава Моро. Они посетили Брюгге, Гент, Мехелен и Антверпен. Два года спустя он отправился в долину реки Маас, где рисовал Bayard Rock и виды города Динан. В 1897 году он провёл некоторое время в Нидерландах, посетив Рейксмузеум в Амстердаме. В 1898 году он вернулся в Брюгге и Мехелен. В 1929 и 1933 годах Прентан с сыном Рене, который тоже учился на художника в Школе изящных искусств в Париже, совершил поездку, чтобы лучше изучить эти два города.
Леон Прентан умер 9 июля 1945 года в своей мастерской около Национального музея Эжена Делакруа.

## Галерея

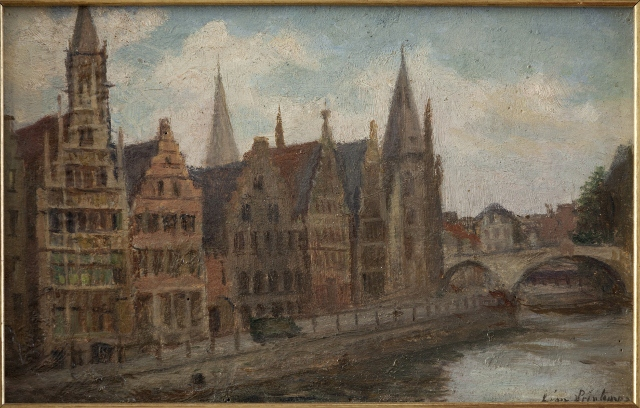
Леон Прентан. Ghent - Graslei 1894
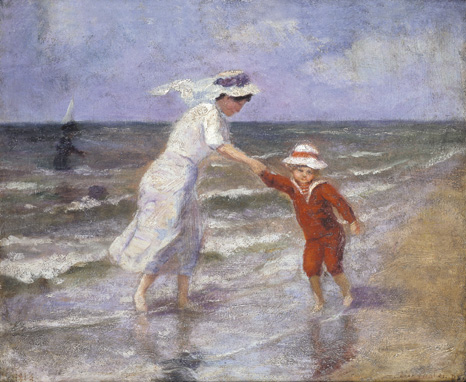
Леон Прентан. First bath at Berck. Oil on canvas. 1914.
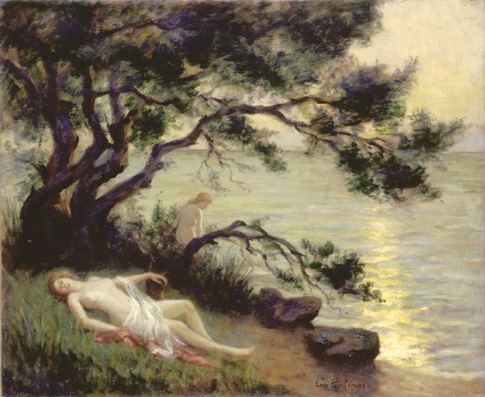
Леон Прентан. The bathing ladies. 1923
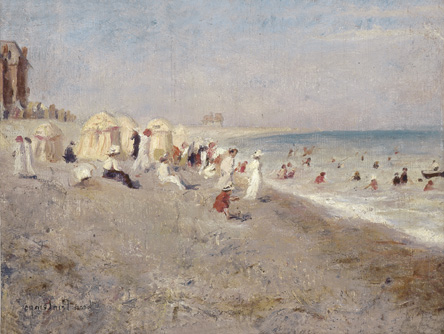
Леон Прентан. Beach at Onival 1907
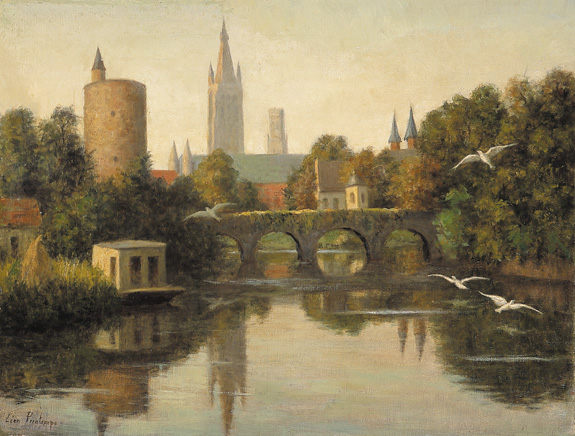
Леон Прентан. Bruges - The Lake of Love 1930
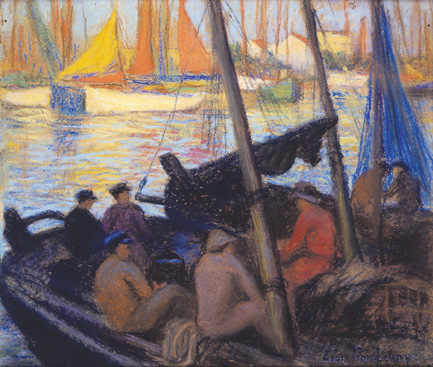
Леон Прентан. Returning from fishing at île d'Yeu 1926

## Участие в выставках — награды и заслуги
- Салон Salon des artistes français, с 1893 по 1939 год. Поощрительная премия в 1900 году.
- Salon d’hiver, с 1907 до 1934 год.
- Salon des artistes de Paris.
- Выставка Amis des arts de la Somme, в Амьен. Серебряная медаль 1896 года.
- Salon of the Union artistique du Nord в Лилле. Серебряная медаль 1896 года.
- Salon of the Rose-Croix, 1897.[4]
- Salon artistique des PTT.
- Exposition du Travail. Серебряная медаль в 1899 году.
- Salon of the Cercle des Gobelins, с 1901 до 1903 год, 1913 год.
- Международная выставка во Дворце изящных искусств в Монте-Карло, 1903.
- Всемирная выставка в Париже. Золотая медаль в 1900 году.
- Всемирная ярмарка в Сиэтле, штат Вашингтон. Золотая медаль в 1909 году.
- Выставка работ учеников Гюстава Моро, Галерея Hessèle, 1910.
- Prix du souvenir — Guerre. 1914—1918, 1924.
- Frattesi Award of the City of Paris, 1942.

## Коллекции
- Châlons-en-Champagne (Marne) : Municipal Museum — Parfum du soir — 1904. Donated by Baron Alphonse James de Rothschild.
- Châtenay-Malabry (Hauts de Seine) : 
- Médiathèque : Portrait of Sully Prudhomme — 1902. 
- House of Chateaubriand : La femme à la grille — 1898.
- Cholet (Maine-et-Loire) : Museum of Art and History — L’Automne — 1900.[5]
- Clairoix (Oise) : Association Art, Histoire et Patrimoine de Clairoix : Church of Clairoix — Vallée de l’Aronde — 1910.
- Clermont (Oise) : Town hall — Bretonne d’Audierne — 1910.
- Compiègne (Oise) : Музей Antoine Vivenel — Au bois du rêve- 1899. Donated by Baron Alphonse James de Rothschild.
- Laffaux (Aisne) : Town Hall — Verdun — 1920.[6]
- Les Lucs-sur-Boulogne (Vendée) : Historial de la Vendée — 30 картин (donated in 2013).[7]
- Lullin (Savoie) : Town Hall — Church — 1917.
- Noirmoutier (Vendée) : 
- La Guérinière : Museum of Traditions of the Island — Paysage. 
- L'Épine : Town Hall — Le marché de L'Épine — 1922. 
- Noirmoutier-en-l’Île : Musée du Château — Poster of the National Railways — Trips to the Ocean Islands — 1928. 
- Association des Amis de Noirmoutier — 25 paintings (donated in 2013).[7]
- Paris : Fonds municipal d’art contemporain de la ville de Paris : Retour de pêche (Island of Yeu) — 1925.
- Quimper (Finistère) : Музей департамента Breton — 9 картин (donated in 2015).[7]
- Riom (Puy-de-Dôme) : Музей F. Mandet — Le lierre enlaçant la fleur — 1903.
- Vauhallan (Essonne) : Syndicat d’initiative — L’église de Vauhallan — 1897.
- Versailles (Yvelines) : Музей Lambinet — La gare des matelots — 1918.

## Современные выставки
- Париж, Town Hall of the seventh Arrondissement, март 2000.
- Island of Noirmoutier, Музей традиций острова Нуармутье : La Guérinière, апрель — июнь 2000 ; L'Épine, июль-август 2005.
- Châtenay-Malabry, выставка по случаю сотой годовщины смерти Sully Prudhomme, Maй 2007.
- Les Lucs-sur-Boulogne, участие в выставке «Des toiles et des voiles — L’île d’Yeu sous le regard des peintres», 
 Historial de Vendée, 29 июня — 23 сентября 2007.
- Vauhallan, участие в выставке, посвящённой событиям первой мировой войны, ноябрь 2008. Фото 10 его работ.
- Île d’Yeu, участие в выставке художников в La Meule Port, Август 2009[8]